# Lepanthes transparens
Lepanthes transparens är en orkidéart som beskrevs av Carlyle August Luer. Lepanthes transparens ingår i släktet Lepanthes och familjen orkidéer. Inga underarter finns listade i Catalogue of Life.